# Jean Ladrière
Jean Ladrière (Nijvel, 7 september 1921 - Ottignies, 26 november 2007) was een Belgisch filosoof en logicus. Hij was professor aan de université catholique de Louvain. Zijn werk valt te situeren binnen de wetenschapsfilosofie en logica, maar tegelijkertijd is er ook een sterk christelijk aspect aanwezig. Hij was zelf ook overtuigd katholiek. Hij probeerde in zijn denken dan ook een soort verzoening tot stand te brengen tussen het christelijk geloof en het wetenschappelijke denken. Hij was een van de eersten die in het Frans schreef over de filosofische implicaties van de onvolledigheidsstellingen van Gödel. Verder heeft hij ook bijdragen geleverd aan de bewijstheorie.